# Riviera del Brenta
Koordinaten: 45° 25′ N, 12° 3′ O
Die Riviera del Brenta ist das Ufergebiet des Brenta-Kanals, der von Stra zum Adriatischen Meer verläuft und im 16. Jahrhundert durch Kanalisierung des Flusses Brenta entstand. Nirgendwo sonst finden sich in derartiger Dichte venezianische Villen außerhalb Venedigs wie hier. Bereits in der frühen Neuzeit flohen die reichen Kaufleute aus dem Patriziat von Venedig zumindest in den Sommermonaten in die kühleren Villen am Brentakanal. 
Bei den Villen handelt es sich um Landsitze der Patrizier und anderer wohlhabender Kaufleute, die dort ihre Sommerfrische verbrachten. Die Anreise erfolgte in Gondeln oder bequemen Booten, den so genannten Burchielli. Diese transportierten neben den adligen Damen und Herren der Gesellschaft auch Abenteurer, Künstler und Komödianten. An den Ufern des Brenta angekommen, zog die Gesellschaft gerne von Fest zu Fest, von Villa zu Villa, was den – etwas euphemistischen – italienischen Ausdruck „andar per ville“ hervorbrachte. Man unterscheidet im Wesentlichen drei verschiedene Villentypen: Azienda, Tempio und Reggia. Unter ihren Architekten gibt es so berühmte Namen wie Andrea Palladio, Girolamo Frigimelica, Francesco Maria Preti oder Vincenzo Scamozzi. Einige dieser Villen sind teilweise verfallen, andere gut erhalten und dem Tourismus zugänglich. Gemächliche Bootsfahrten mit Villenbesichtigungen und abschließender Landung direkt am Markusplatz gehören zu den Touristenattraktionen Venetiens.
Die Gemeinden der Riviera del Brenta sind Dolo, Fiesso d’Artico und Fossò, daneben zählt man auch  Mira, Stra und Vigonovo zur Gegend.

## Galerie

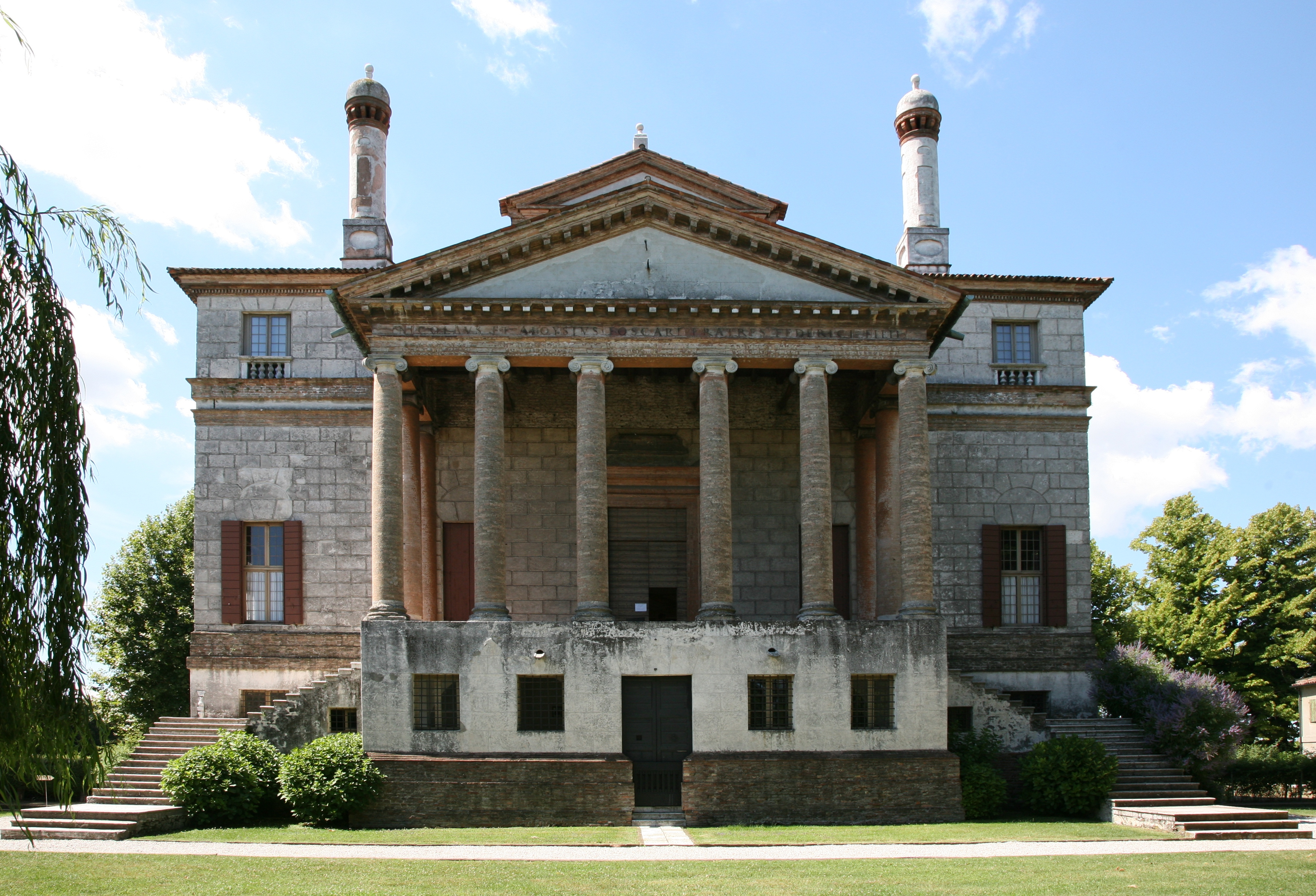
Villa Foscari am Brentakanal bei Mira